# Sunhi
Pour plus de détails, voir Fiche technique et Distribution.
Sunhi (en coréen : 우리 선희 ; RR : Uri Seonhui) est un film dramatique sud-coréen écrit et réalisé par Hong Sang-soo, sorti en 2013.

## Synopsis
Son diplôme de cinéma en poche, une jeune femme passe à son ancienne université pour recevoir une lettre de recommandation de la part de son professeur Choi Dong-hyun car elle souhaite partir pour les États-Unis pour y continuer ses études. Épanouie après une longue période d’introspection, elle y tombe sur Moon-soo, son ancien petit ami, et Jae-hak, l'ancien camarade de son école : ils lui donnent des conseils sur la vie complètement différents et, pourtant, ils ont les mêmes intentions.

## Fiche technique
- Titre original : 우리 선희
- Titre international : Our Sunhi
- Titre français : Sunhi
- Réalisation et scénario : Hong Sang-soo
- Photographie : Park Hong-yeol
- Montage : Hahm Seong-won
- Musique : Jeong Yong-jin
- Production : Kim Kyeong-hee ; Hong Sang-soo (coproducteur)
- Société de production : Jeonwonsa Films
- Sociétés de distribution : Sponge Entertainment (Corée du Sud), Les Films du Camélia (France)
- Pays d'origine :  Corée du Sud
- Langue originale : coréen
- Format : couleur - 1,85 : 1 - Dolby Digital
- Genre : Comédie dramatique et romance
- Durée : 89 minutes
- Dates de sortie :
  - Suisse : 10 août 2013 (Festival international du film de Locarno)
  - Corée du Sud : 12 septembre 2013
  - France : 9 mars 2014 (Festival du film asiatique de Deauville) ; 9 juillet 2014 (nationale)

## Distribution
- Jeong Yu-mi : Sunhi
- Kim Sang-jung : le professeur Choi
- Lee Sun-kyun : Moon-soo, l'ex-petit-ami de Sunhi
- Jeong Jae-yeong : Jae-hak, le réalisateur
- Lee Min-woo : Sang-woo
- Ye Ji-won : Joo-hyeon

## Accueil

### Sorties internationales
Sunhi est sélectionné « Concorso internazionale » au Festival international du film de Locarno en avant-première en Suisse, le 10 août 2013, où le réalisateur Hong Sang-soo reçoit une récompense de la meilleure réalisation, mais perd son Léopard d'or dont il est nommé.
Après sa sortie nationale en Corée du Sud le 12 septembre 2013, le film est sélectionné « hors compétition » au Festival du film asiatique de Deauville le 9 mars 2014 et sort le 9 juillet 2014 dans les salles françaises.

### Accueil critique
Le critique cinématographique Jacques Mandelbaum du Monde remarque qu'« une fois de plus, en tout état de cause, Hong Sang-soo parvient à revigorer en l'essentialisant, sur un petit air de matin calme et de fille énervée, cette vieille partition du cinéma moderne dédiée à la dislocation du couple (Rossellini, Bergman, Godard, Antonioni) ». Paul Fabreuil des Fiches du cinéma souligne dans l'introduction en gras : « Netteté du trait, finesse du moraliste avisé et science du récit tout en variations : Hong Sang-soo est forme ». Julien Gester  du Libération affirme que « Hong Sang-soo atteint un sommet d’épure dans cette quête d’identité d’une Coréenne et de ses amants ».

### Box-office
| Pays ou région | Box-office     | Date d'arrêt du box-office | Nombre de semaines |
| -------------- | -------------- | -------------------------- | ------------------ |
| Corée du Sud   | 66 588 entrées | 20 octobre 2013            | 6                  |

## Distinctions et sélections

### Récompenses
- Festival international du film de Locarno 2013 - sélection « Concorso internazionale » : Meilleur réalisateur

### Nominations
- Festival international du film de Locarno 2013 - sélection « Concorso internazionale » : Léopard d'or pour Hong Sang-soo
- Baek Sang Art Awards 2014 :
  - Meilleur réalisateur
  - Meilleure actrice dans un second rôle pour Ye Ji-won